# Prašník

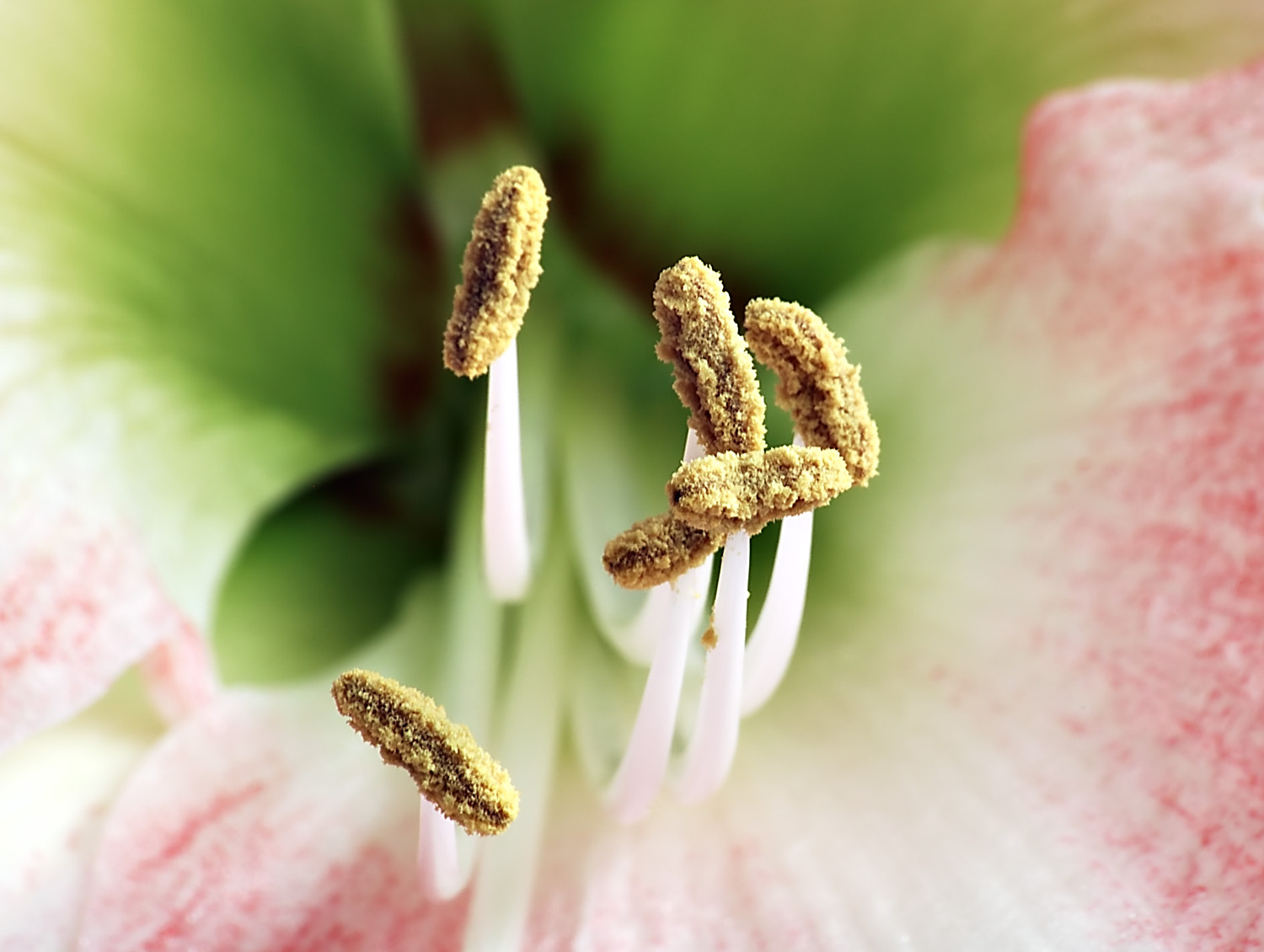
Tyčinky amarylisu

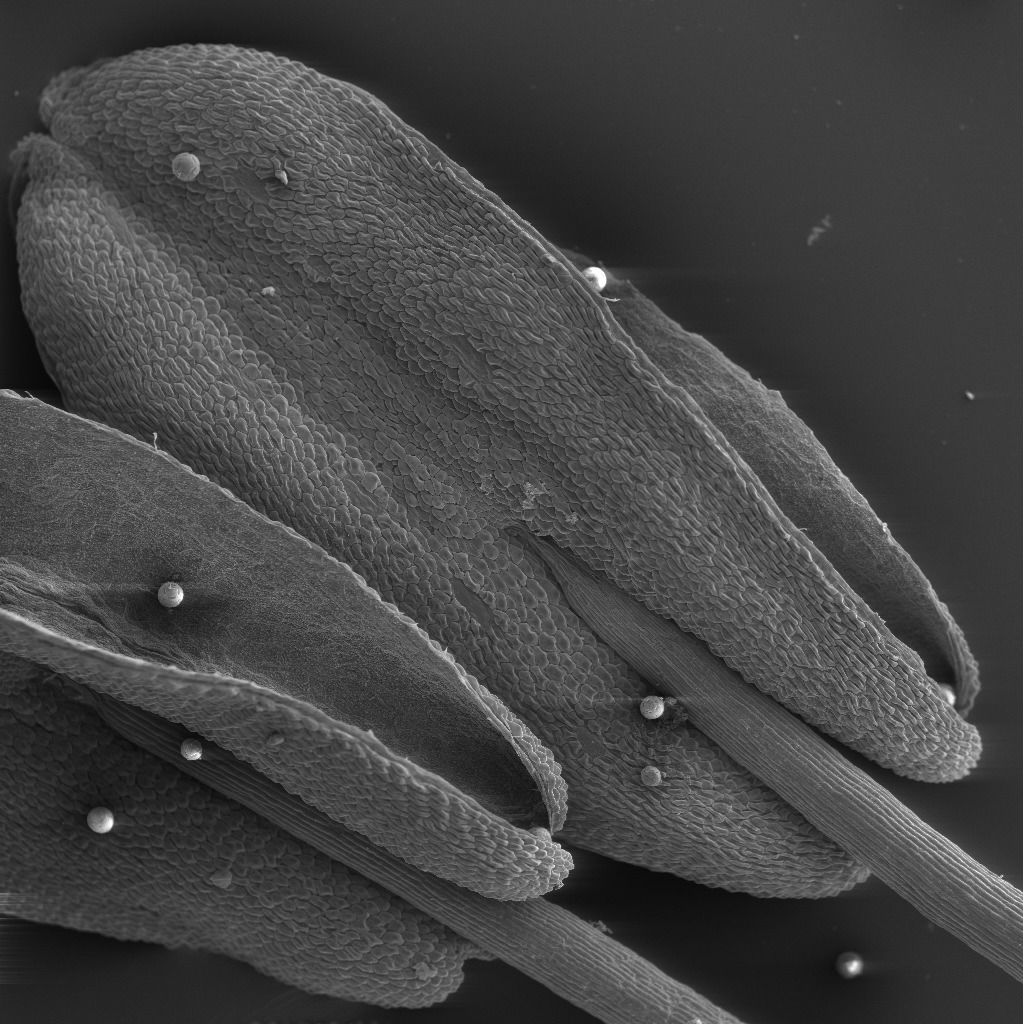
Prašníky rostliny Penta lanceolata pod rastrovacím elektronovým mikroskopem

Prašník (lat. anthera) je část tyčinky, ve které je vytvářen pyl.

## Anatomie
Obvykle je prašník tvořen dvěma prašnými váčky, mezi nimiž je spojidlo tvořené parenchymem. V každém ze dvou prašných váčků jsou dvě prašná pouzdra, zvaná též obecněji mikrosporangia. Právě v prašných pouzdrech je pylotvorné pletivo, v němž probíhá meióza mateřských pylových buněk.
Při dozrávání pylu prašníky ztrácejí vodu (vysychají) a vnější neztlustlá vrstva pokožky se vlivem koheze vody vtahuje dovnitř. Nato obvykle praská prašný váček, obvykle na hranici mezi prašnými pouzdry.

## Postavení prašných váčků vzhledem k květu
Podle postavení prašných váčků rozlišujeme prašníky:
- introrzní – směrem ke středu květu
- extrorzní – směrem ven z květu, ke květním obalům
- latrorzní (laterální) – vzácně, bočně k nitce tyčinky